# NGC 955
NGC 955 è una galassia a spirale vista di taglio situata nella costellazione della Balena, a una distanza di circa 60 milioni di anni luce dalla nostra Via Lattea.

## Scoperta
La galassia è stata scoperta il 6 gennaio 1785 dall'astronomo britannico di origine tedesca William Herschel.

## Descrizione
NGC 955 ha una classe di luminosità I-II e presenta una larga riga a 21 cm dell'idrogeno neutro.
Nella galassia sono presenti anche regioni di idrogeno ionizzato.

## Gruppo di NGC 936
Due studi menzionano che NGC 955 fa parte del Gruppo di NGC 936. Secondo Richard Powell, autore del sito Un Atlas de l'Univers, le altre tre galassie del gruppo sono NGC 936, UGC 1839 e UGC 1862. Garcia, nel suo studio del 1993, aggiunge altre quattro galassie al gruppo: UGC 1981, MCG -1-7-20, UGC 1945 e NGC 941. Combinando i due studi, si ottiene un gruppo formato da almeno otto galassie.